# 류 (스트리트 파이터)
류(일본어: リュウ)는 《스트리트 파이터 시리즈》의 등장인물이다.
1987년 《스트리트 파이터》의 주인공이자 1P 측의 플레이어 캐릭터로 처음 등장한다. 1987년에는 RYU (隆)라고 표기되었지만, 속편으로 1991년에 발매된 《스트리트 파이터 II》에서는 가타카나 표기인 リュウ라고 표기되었고, 이후 후자로 표기되고 있다. 류라는 이름은 1987년 첫 작품에서 디렉터를 담당한 니시야마 타카시(西山隆志)의 한자 이름과 연관되어 있으며, 캡콤의 게임 캐릭터에서는 인기있는 이름이다. 또한 풀 네임에 대해서는 밝혀지지 않았으며, 일부 관련 작품에서 풀 네임이 설정된 적은 있지만 모두 공식 설정이 아니다.
《스트리트 파이터 시리즈》의 주인공 인 캐릭터인 류는 캡콤을 대표하는 캐릭터로 인정 받고 있으며, 타사를 포함한 많은 크로스 오버 작품에 참여하고 있다.